# Бјалогард
Бјалогард (пољ. Białogard) град је у Пољској. У граду се налази електронска, метална и прехрамбена индустрија.
До 90-их година у граду су биле стациониране три групације Црвене армије .
.

## Атракције
- стара градска капија
- фрагменти одбрамбених зидина
- гробље Црвеноармејаца

## Демографија
| 1995.  | 2000.  | 2005.  | 2011.  | 2012.  |
| ------ | ------ | ------ | ------ | ------ |
| 25.093 | 24.530 | 24.408 | 24.450 | 24.794 |

### Познате личности из Бјалогарда
- Александар Квасњевски, председник Пољске (1999—2005), рођен је овде.

## Партнерски градови
- Тетеров
- Aknīste
- Албано Лацијале
- Бинц
- Gnosjö
- Марду
- Олен